# Evangelisch-Lutherse Kerk van IJsland
De Evangelisch-Lutherse Kerk van IJsland is de staatskerk van IJsland. Meer dan 58% van de bevolking behoort tot deze kerk.
De Evangelisch-Lutherse Kerk van IJsland behoort tot de lutherse kerken. Er is een verdrag gesloten met de Anglicaanse Kerk van Engeland. Dit verdrag maakt de uitwisseling van geestelijken en theologiestudenten mogelijk. De Anglicaanse invloed binnen de Evangelisch-Lutherse Kerk van IJsland is merkbaar. 
In 1056 werd de eerste IJslandse bisschop (toen nog een rooms-katholiek) gewijd. Kort daarna werd bijna geheel IJsland gekerstend. 
Art. 62 van de grondwet van IJsland handelt over het feit dat de Evangelisch-Lutherse Kerk van IJsland een staatskerk is:
(1) De Evangelisch-Lutherse Kerk is een nationale kerk en wordt gesteund en beschermd door de overheid.
(2) Deze regeling kan wettelijk worden veranderd.
Hoofd van de kerk is de bisschop van IJsland. Een congres wijst een Adviesraad aan om de bisschop te adviseren. 
Ongeveer 3,6% van de bevolking behoort tot de Vrije Lutherse Kerk van Reykjavik en Hafnarfjörður.
Ofschoon de kerkgang op IJsland laag is, blijft het grootste deel van de bevolking (meer dan 95%) zich christen noemen en blijven zij verbonden met kerk.

## Galerij

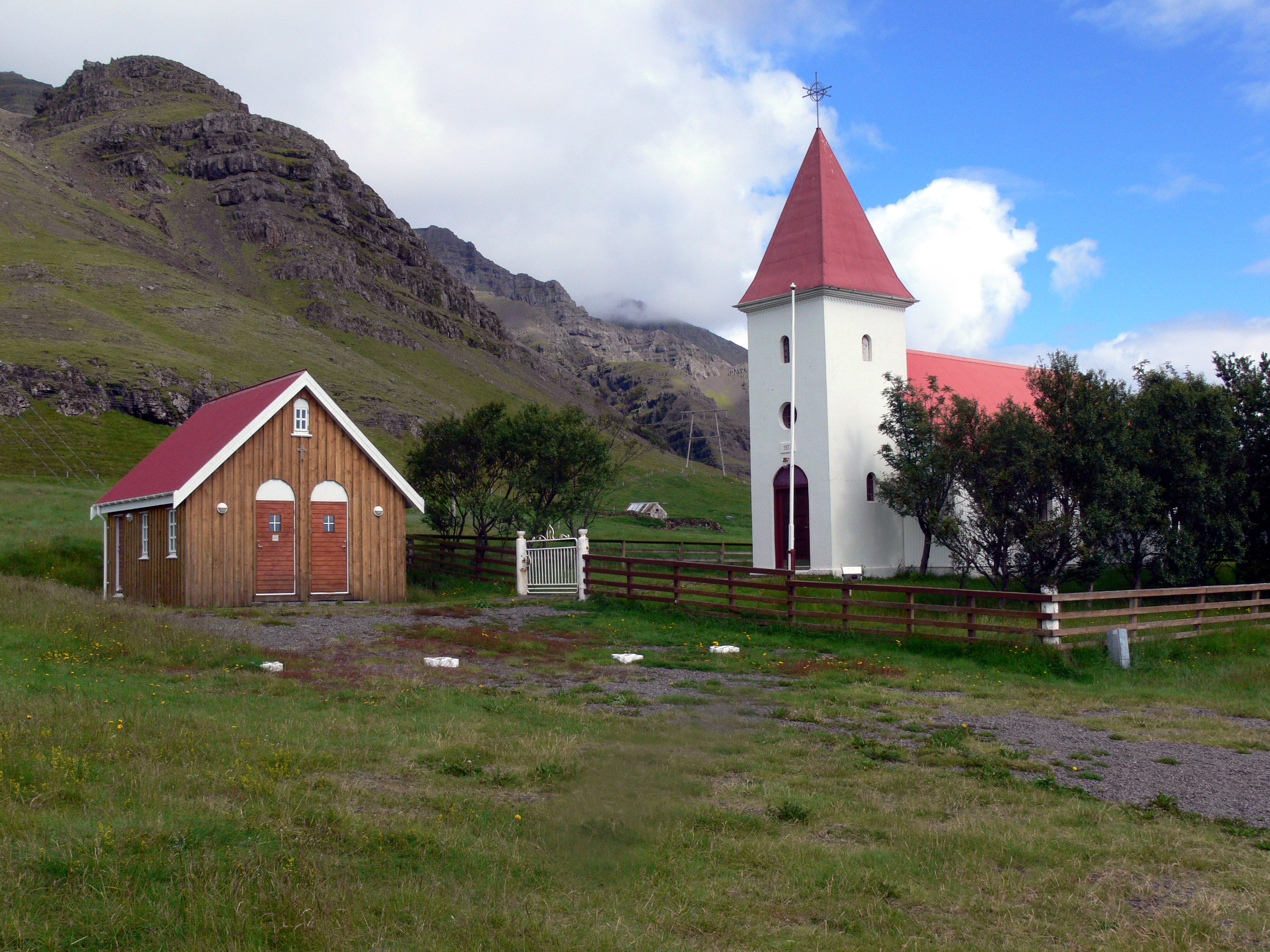
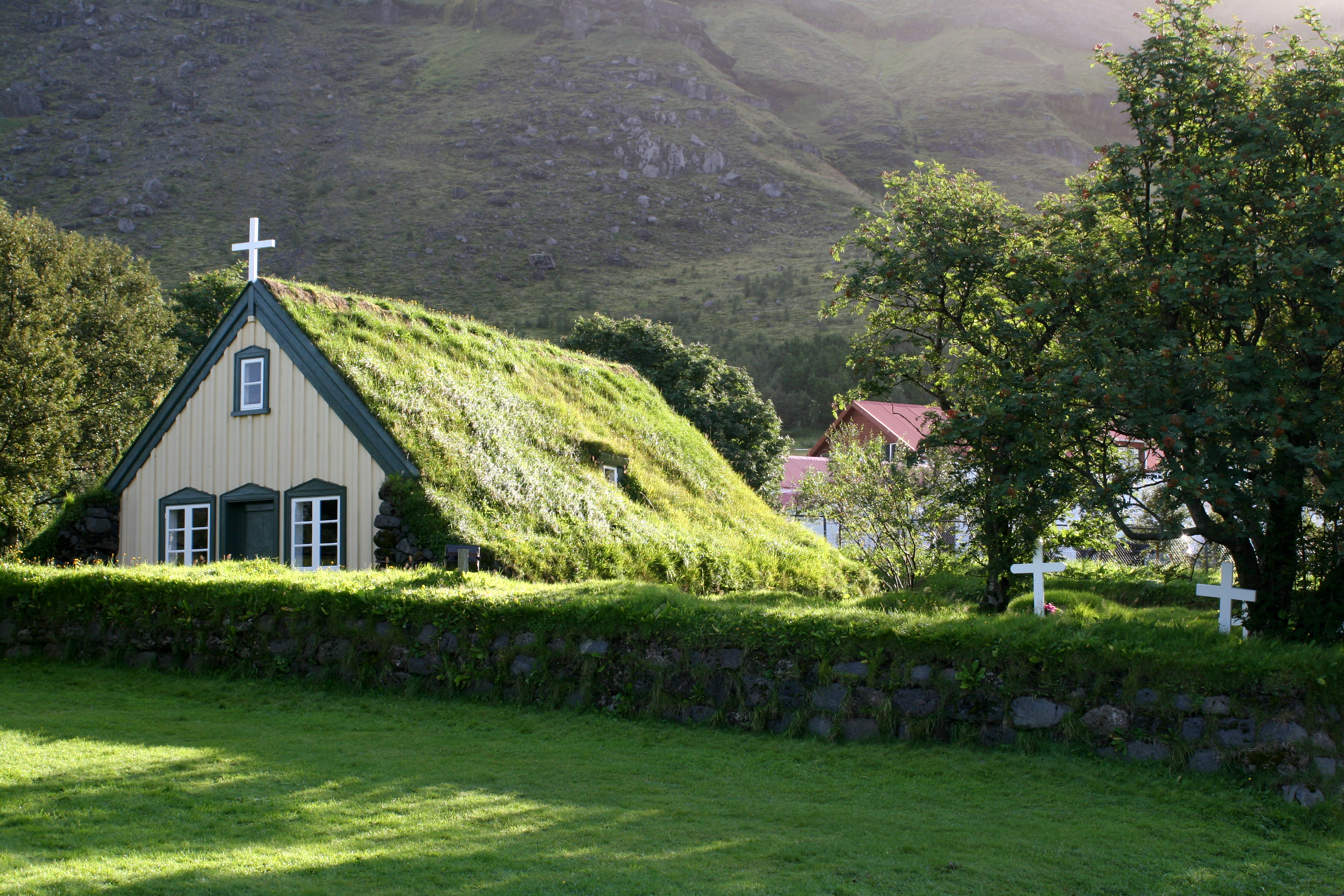
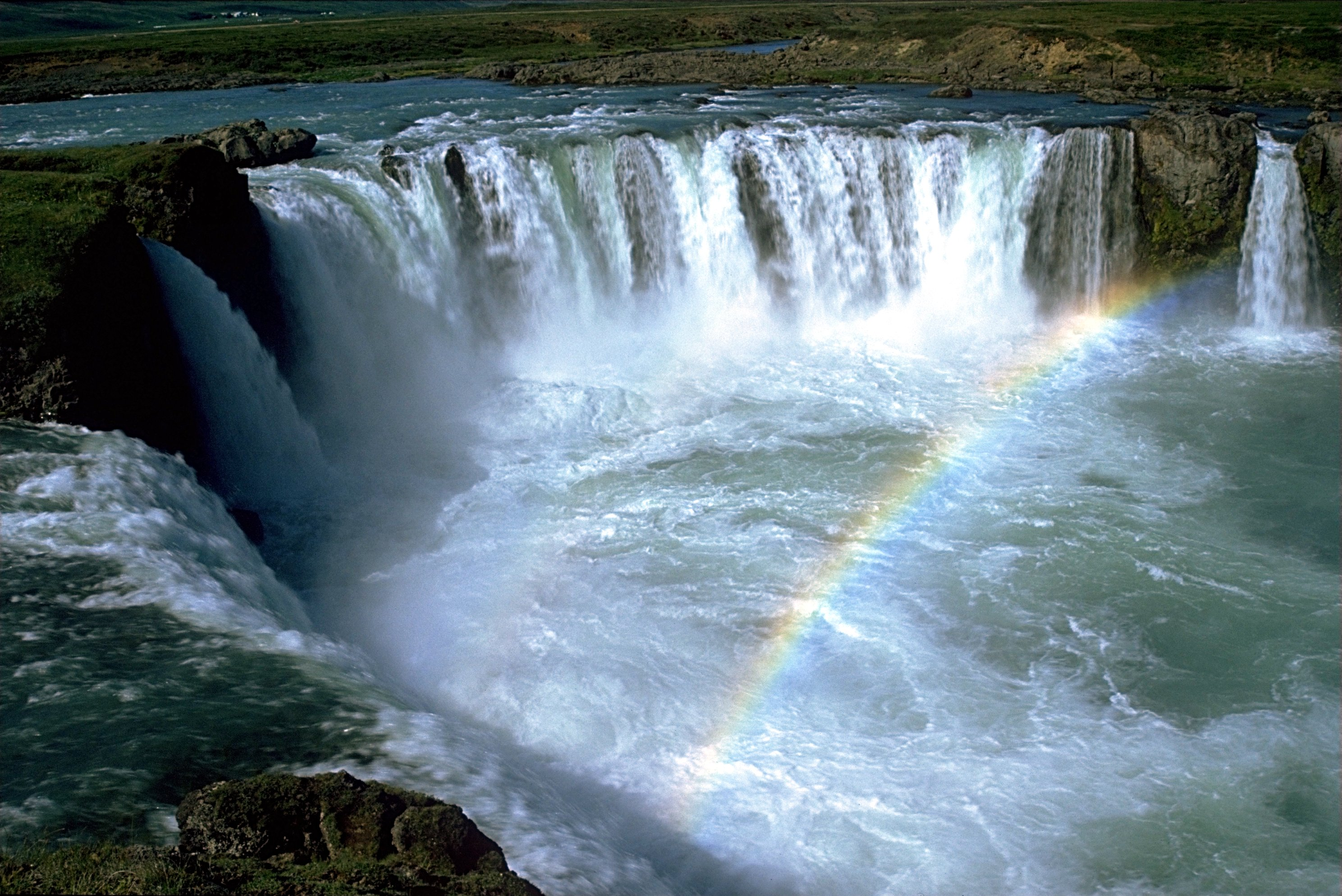
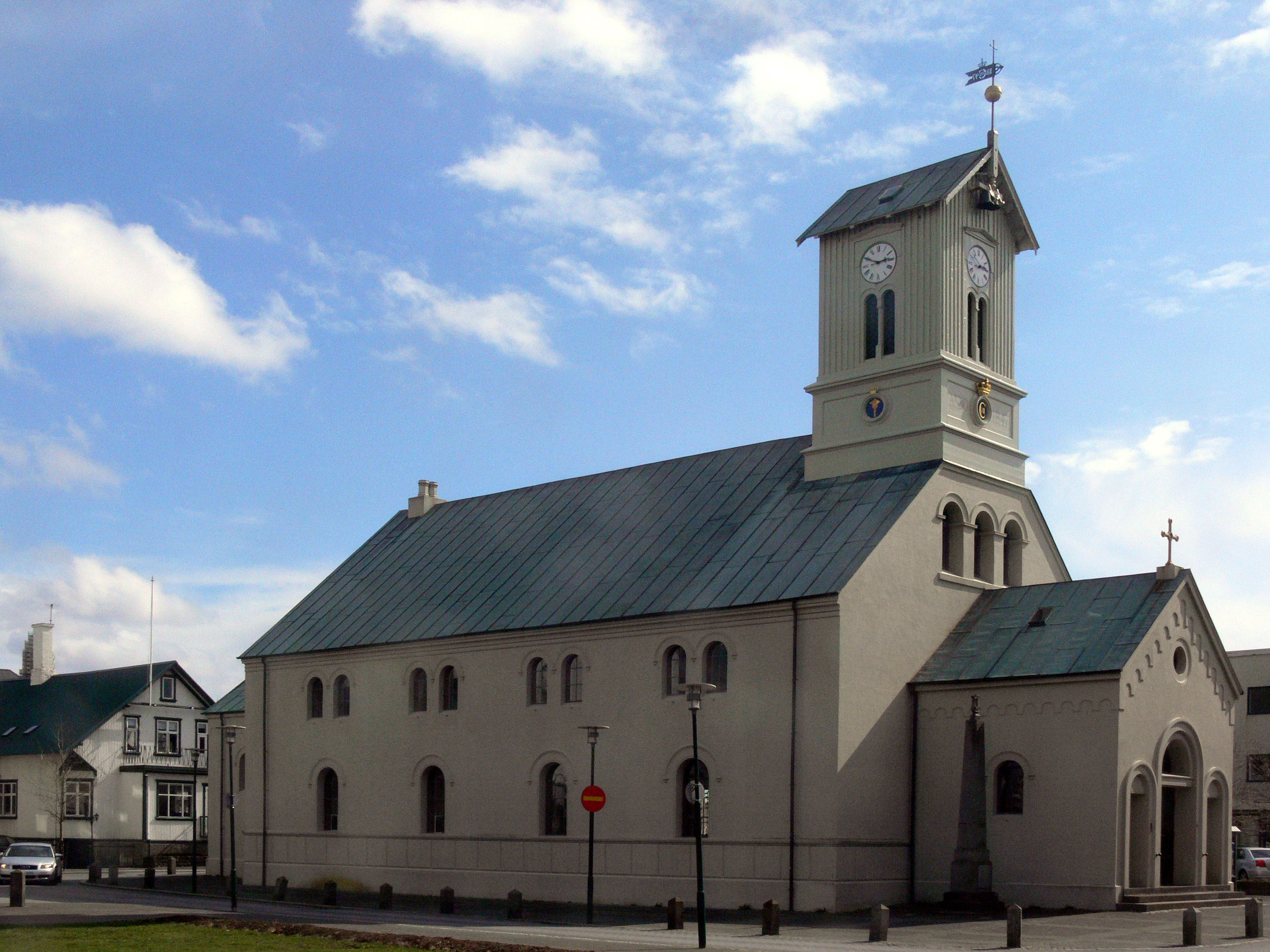
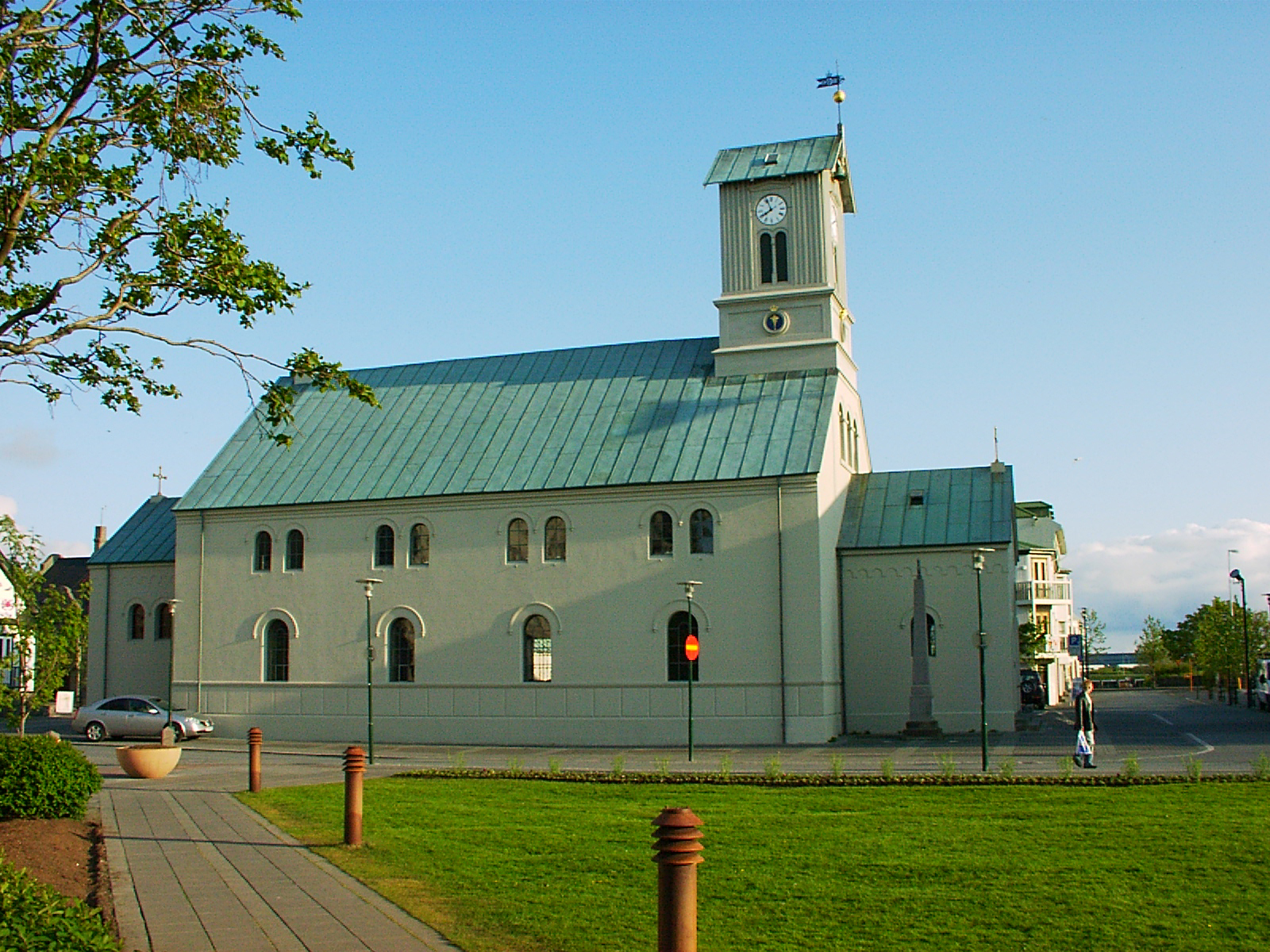
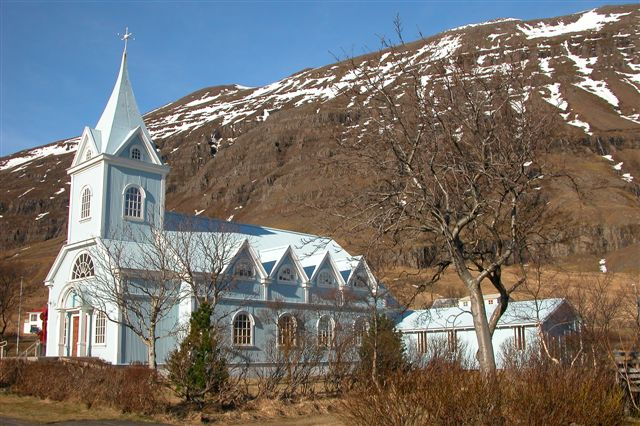

## Bisschop
- Agnes M. Sigurðardóttir

## Assistent-bisschoppen
- Sigurður Sigurðarson
- Jón Aðalsteinn Baldvinsson